# Sede titolare di Vera
Vera (in latino: Verensis) è una sede titolare della Chiesa cattolica, istituita nel XVII secolo e soppressa nel 1848.
Vera fa riferimento all'antica diocesi di Ucres (dioecesis Ucrensis) nell'Africa romana. I manoscritti antichi riportano diverse varianti in relazione al nome di questa diocesi. Tra queste l'espressione dioecesis Verensis invece della più corretta Ucrensis. Ciò ha indotto la Santa Sede ad assegnare in passato il titolo di Vera, soppresso dopo la morte del suo ultimo titolare, Paolo Sardi; il titolo appare ancora nell'Annuario Pontificio del 1872, mentre non è più presente in quelli successivi.

## Cronotassi dei vescovi titolari
- Johann Jakob Senfft † (14 novembre 1695 - 7 agosto 1721 deceduto)
- Jean Labartette, M.E.P. † (30 marzo 1784 - 6 agosto 1823 deceduto)
- Cornelius Egan † (11 maggio 1824 - 29 settembre 1824 succeduto vescovo di Kerry)
  - John Timon, C.M. † (7 giugno 1839 - ? dimesso)[1] (vescovo eletto)
- Paolo Sardi, O.F.M.Conv. † (7 aprile 1843 - 9 novembre 1848 deceduto)